# Wiktor Kotowski (naukowiec)
Wiktor Henryk Kotowski (ur. 16 kwietnia 1972) – polski biolog, doktor habilitowany nauk biologicznych, profesor Uniwersytetu Warszawskiego, specjalista w zakresie ekologii mokradeł oraz metod ich ochrony i restytucji przyrodniczej.

## Życiorys
Uzyskał stopień naukowy doktora. W 2015 na podstawie dorobku naukowego i rozprawy pt. Funkcjonalna ekologia roślin jako podstawa czynnej ochrony torfowisk niskich i terenów nadrzecznych uzyskał na Wydziale Biologii Uniwersytetu Warszawskiego stopień doktora habilitowanego nauk biologicznych w dyscyplinie biologia w specjalności ochrona przyrody. Był zatrudniony w Instytucie Technologiczno-Przyrodniczym oraz w Instytucie Melioracji i Użytków Zielonych. Następnie został adiunktem w Instytucie Botaniki Wydziału Biologii UW, a następnie profesorem nadzwyczajnym na tym Wydziale.
Współzałożyciel Stowarzyszenia Chrońmy Mokradła, przekształconego później w Centrum Ochrony Mokradeł oraz Polskiego Towarzystwa Ekologicznego. W 2022 roku został laureatem konkursu Popularyzator Nauki w kategorii Naukowiec.

## Odznaczenia
- Odznaka Honorowa za Zasługi dla Ochrony Środowiska i Klimatu – 2025[6]